# Karl Bauer (Jurist)
Karl Bauer (* 4. Februar 1895 in Leipzig; † 13. November 1968 in Bonn) war ein deutscher Jurist und Präsident des Landgerichts München I.

## Leben
Karl Bauer absolvierte ein Studium der Rechtswissenschaften und promovierte mit der Dissertation „Der Zweikampf im Verhältnisse zu Körperverletzung und Tötung“ zum Dr. jur. Im Juni 1923 zum Gerichtsassessor ernannt, kam er 1925 in gleicher Funktion zum Landgericht Bamberg. 1926 wechselte er als Amtsanwalt zum Amtsgericht Regensburg. Bevor er 1936 Amtsgerichtsdirektor in Amberg wurde, war er in Regensburg als Staatsanwalt eingesetzt und als Richter in Erlangen, Kirchenlamitz und in Neu-Ulm tätig. Am 1. September 1936 wurde er zum Präsidenten des Landgerichts Würzburg ernannt. 
1938/1939 wurde Bauer von der NSDAP für das Amt des Präsidenten des Oberlandesgerichts Bamberg vorgesehen, doch auf hoher Ebene entschied Rudolf Heß, dass Ernst Dürig in dieses Amt kam. Hintergrund war die nicht ausreichend bewertete NS-Gesinnung Dürigs. So löste Bauer am 1. November 1939 Dürig, der von November 1937 an Präsident des Landgerichts München I war,  ab. Dieses Amt hatte er bis 1944 inne, als er mit der kommissarischen Leitung des Oberlandesgerichts Bamberg beauftragt wurde. Im April 1945 kam er zum Volkssturm. Über seinen weiteren Lebensweg gibt die Quellenlage keine Aufschlüsse. Belegt ist, dass Bauer bis vor seinem Tod in Erlangen gelebt hat und im Johanniter-Krankenhaus in Bonn verstorben ist.
Bauer war zum 1. Dezember 1925 in die NSDAP eingetreten (Mitgliedsnummer 22.614) und 1938 mit dem Goldenen Parteiabzeichen der NSDAP ausgezeichnet worden. Er war Vorsitzender des NSDAP-Kreisgerichts Würzburg.